# Carlos Agustín Palmer
Carlos Agustín Palmer (Rio de Janeiro, 1840 - ?) fou un pianista compositor brasiler de pares francesos.
Feu els primers estudis a la seva pàtria i els completà a París, on es dedicà a l'ensenyança del piano. Entre les seves principals composicions, totes per a piano, hi figuren moltes obres de gènere.